# Ruine Balm
Die Ruine Balm ist die Ruine einer Höhlenburg auf dem Gebiet der solothurnischen Gemeinde Balm bei Günsberg am Fuss der Balmfluh. Sie ist die einzige Grottenburg des Kantons und eine der wenigen in der Schweiz. Balm wurde ursprünglich «Balb» geschrieben und ist Keltoromanisch und bedeutet in etwa: überhängender Felsen.

## Anlage
Die  Grottenburg wurde in 20 Metern Höhe in eine natürliche Höhle von rund 20 Metern Breite und einer Tiefe von 6 Metern in den Jura gebaut.
Die 2,4 Meter dicke Aussenmauer war mit zwei Türöffnungen und schmalen Fenstern versehen. Zur nassen Felswand schützte eine Futtermauer, der Rest war eine einfache zweigeschossige Holzkonstruktion, wie Balkenlöcher zeigen. Die heute sichtbaren Maueröffnungen wurden durch die Restaurierung verfälscht. In einer späteren Bauetappe wurde auf dem Vorplatz ein bewohntes Wehrhaus von 29 Meter Länge errichtet mit einer Innenbreite von 3,5 Metern. Davon ist ein mächtiges, rückwärts an die Felswand gelehntes Mauergeviert erhalten. Vermutlich war es eine wehrhafte Umfassungsmauer eines landwirtschaftlichen Gebäudekomplexes.
Der Zugang zur Kernburg erfolgte über einen langgestreckten, teils gemauerten, teil in den Fels geschlagenen Aufgang über eine Felsrampe. Die Verbindung zwischen Vor- und Kernburg ist nur noch unvollständig zu rekonstruieren. Der heutige Aufstieg ist modernen Ursprungs und entspricht nur teilweise dem ursprünglichen.
Ausgrabungen aus den Jahren 1939 und 1941 deuten darauf hin, dass der Ort seit dem Azilien als Siedlungsplatz genutzt wurde.

## Geschichte
Die Entstehungszeit der Burganlage wird von Fachleuten auf Mitte des 11. Jahrhunderts geschätzt. Damit wäre sie eine der ältesten Burganlagen des Kantons Solothurn. Die älteste erhaltene urkundliche Erwähnung der Burg stammt aus dem Jahr 1201. Mutmassliche Erbauer waren die edelfreien Herren von Balm, die im Jahrzeitenbuch von Flumenthal (wohl 12. Jh.) mit Fridericus von der Hüli und dessen Sohn Guntram erstmals erwähnt werden. Burkart von Balm ist urkundlich um 1200 bezeugt. Die Burg Balm bildet den Mittelpunkt einer kleinen, erst im Spätmittelalter näher fassbaren Rodungsherrschaft, die ungefähr mit dem späteren Gemeindebann Balm identisch ist.
Die Herren von Balm zogen relativ früh aus ihrer Stammburg aus, um in Altbüron eine neue Burg zu beziehen. Die alte Höhlenburg wurde einem Lehensträger übergeben. Dadurch entging sie der Zerstörung durch Herzog Leopold, der den Stammsitz der Freiherren von Balm in Altbüron 1308 zerstörte, weil Rudolf II. von Balm in den Mord an König Albrecht bei Windisch verwickelt war. Dadurch kam die Herrschaft zum Reich und gelangte an den Grafen von Strassberg, welcher sie wiederum 1320 an den solothurnischen Ritter Pantaleon von Gebstrasse verpfändete.
1327 kam die Herrschaft mit Burg in den Besitz des Grafen Rudolf von Neuenburg-Nidau. Er fiel im Kampf gegen die Gugler, seine Erben verkauften die Burg 1374 an die Kaufmannsfamilie Peter Schriber aus Solothurn, womit die eigentliche Feudalzeit der Burg vorbei war. Schribers Erbe Arnold Bumann verkaufte die Burg 1411 an die Stadt Solothurn, die damit ihren Machtbereich beträchtlich erweitern konnte. Bereits um 1400 war die Burg in einem verwahrlosten Zustand. Um 1417 verlieh Solothurn die Burg Balm gegen einen jährlichen Zins einem Hans Sigrist aus Naters. Sie verlangte eine gründliche bauliche Instandsetzung, eine Verpflichtung, der Sigrist nicht oder kaum nachkam. Obwohl die Bodenfunde eine Belegung der Burg bis gegen 1450 bezeugen, scheinen keine grösseren Instandstellungsarbeiten mehr ausgeführt worden zu sein. Seit der Mitte des 15. Jahrhunderts ist die Burg eine Ruine, die zeitweise von Bauern als Steinbruch verwendet wurde.
1939 wurde die Ruine vom Historischen Verein des Kantons Solothurn erworben. Er veranlasste zwischen 1939 und 1941 eine gründliche Ausgrabung und die Sicherung der Ruine. Der Verein trat 1969 die Ruine an den Kanton Solothurn ab. Gleichzeitig wurde der Burgverein Balm gegründet, der die Ruine betreut.

Aufstieg zur Burg
Burginneres
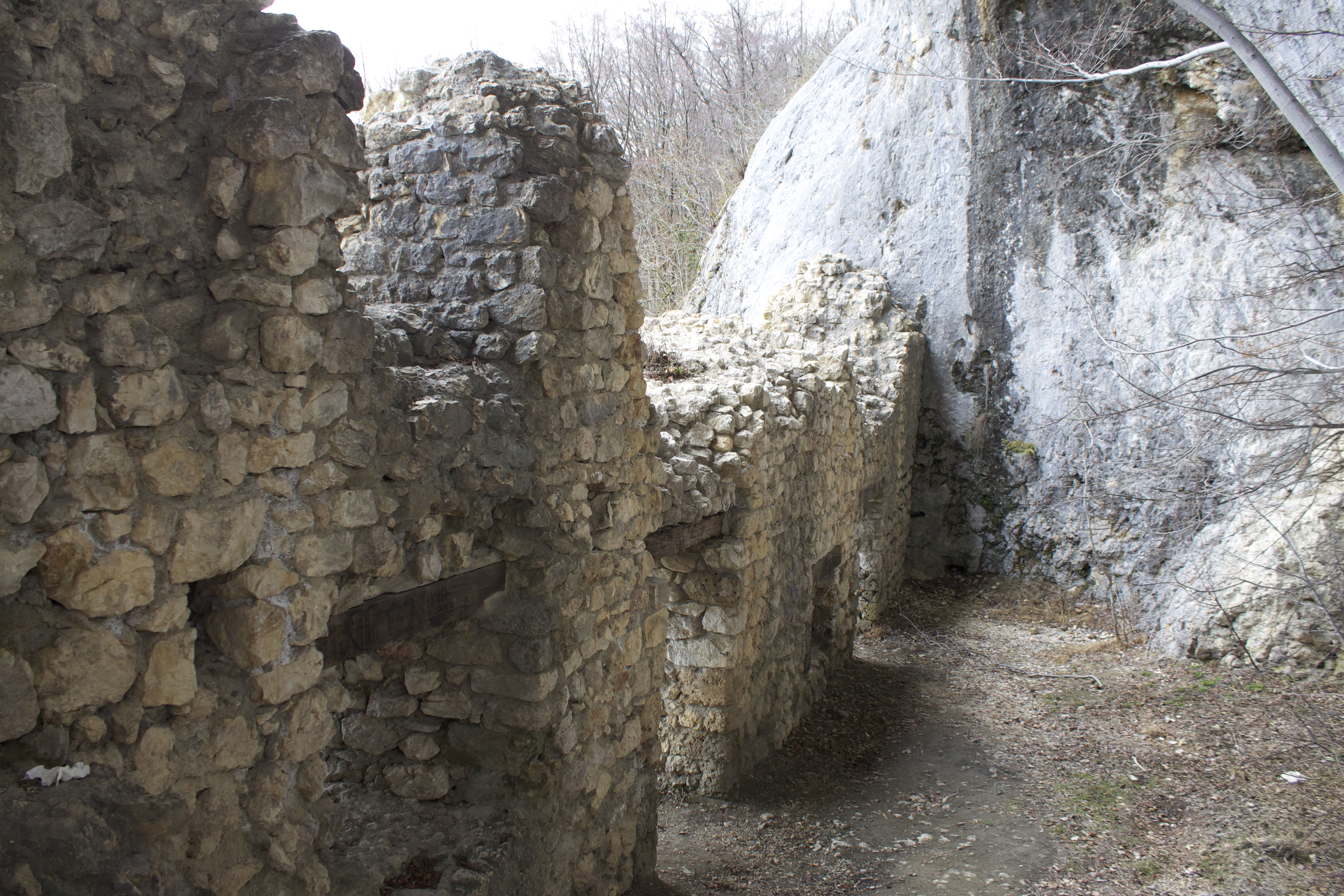
Andere Sicht
Zwinger-Bereich
Blick von der anderen Seite
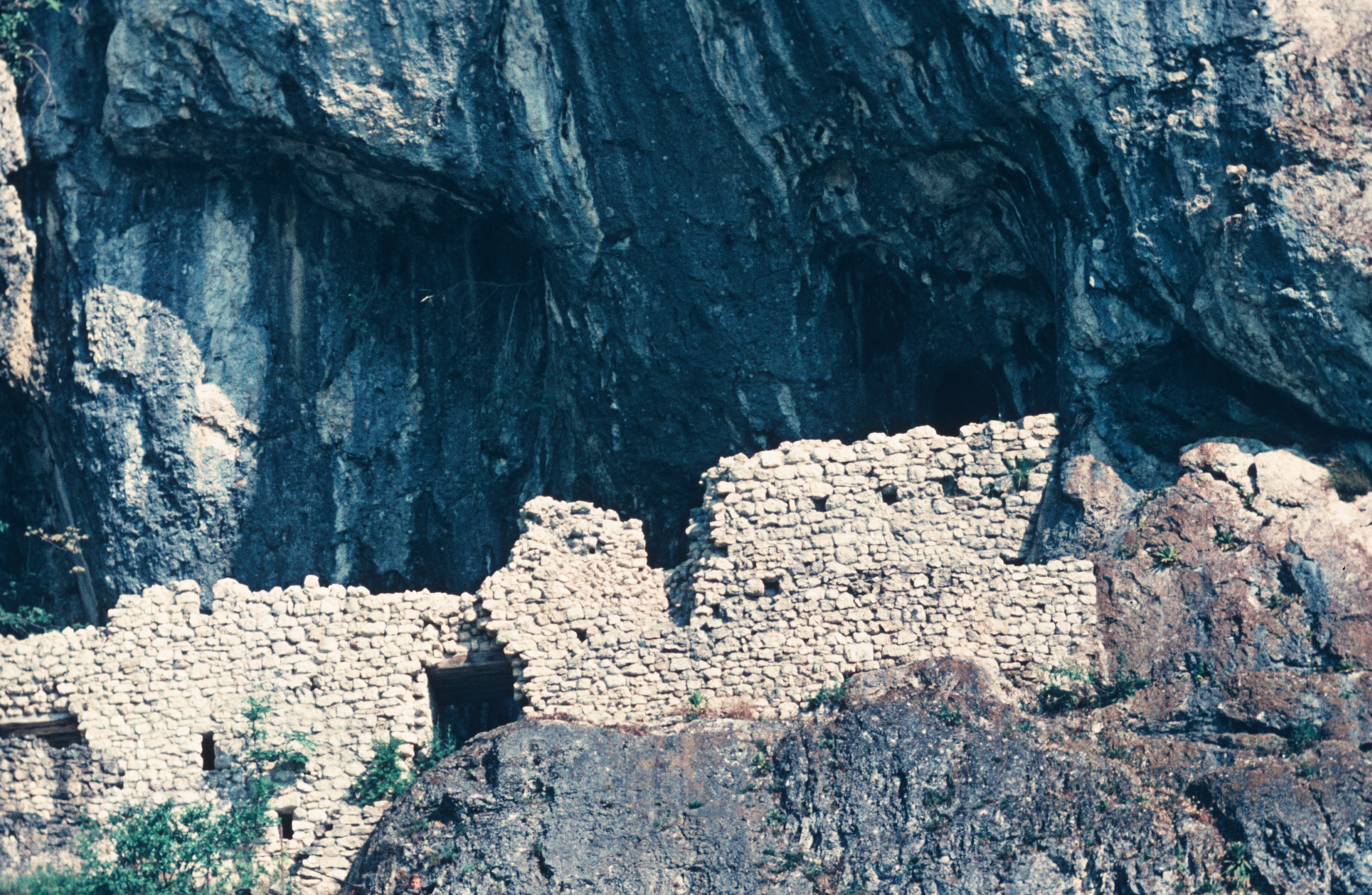
Alte Ansicht von um 1955